# Aisan Daulat Begum
Aisan Daulat Begum (? - junio de 1505) fue reina consorte de Mogolistán como primera esposa de Yunus Khan, descendiente de Chaghatai Khan, el segundo hijo de Genghis Khan. Fue la madre de Qutlugh Niqar Kanum y, por lo tanto, abuela del primer emperador mogol, Babur. 

## Biografía
Fue hija de Sagharichi Tuman Begs, descendiente de una rama menor de la familia mogol Kunchi. Su padre fue el poderoso jefe tribal, Mir Sher Ali Haji Kunji Beg. Tuvo muchos hermanos, de los cuales los tres más conocidos son, Shiram Beg, Mazid Beg y Ali Dost Beg, quienes aconsejaron a Babur en su reinado.

## Matrimonio
En el año 1456, Abu Sa'id, quien se había convertido en gobernador de Transoxiana, mandó a buscar a Yunus Khan. Abu Sa'id se sentía molesto por las incursiones que los mogoles habían llevado a cabo en su territorio bajo el mandato de Esen Buqa. Abu Sa'id le otorgó a Yunus el título de Khan y lo envió, junto con un ejército, hacia Mogolistán con la intención de oponerse a su hermano. Yunus Khan ganó rápidamente el apoyo de varios emires y se casó con Aisan Daulat Begum. Ella jugó un papel muy importante en la política contemporánea desde su juventud, cuando estaba a punto de casarse. La crónica Baburnama relata que cuando Aisan y Yunus se casaron fueron sentados juntos sobre un banco de fieltro.
Nacida en el desierto y acostumbrada a los rigores de un país salvaje, Aisan fue una mujer tenaz, autosuficiente, de un gran valor para afrontar las adversidades y con una actitud dura para con su nieto, Babur, que a la vez se convirtió en una característica integral de este último y, más tarde, fue la clave de su éxito. Aisan afrontó las dificultades de la vida junto a su marido. Varias veces cayeron en manos de sus enemigos, pero siempre se libraban de sus garras para salvarse.
Aisan y Yunus tuvieron tres hijas: Mihr Nigar Khanum, Qutlugh Nigar Khanum y Khub Nigar Khanum. Su hija mayor, Mihr Nigar Khanum, fue prometida en matrimonio con el Sultán Ahmad Mirza, hija del Sultán Abu Sa'id Mirza. Su segunda hija, Qutlugh Nigar Khanum, se casó con Umar Shaikh Mirza II, rey del Valle de Ferghana. Su segunda hija fue madre del Emperador Babur. Su tercera hija, Khub Nigar Khanum, se casó con Muhammad Hussain Korkan Doghlet.
Entre los años 1455 y 1456, en Kashghar, cuando su hija mayor era un bebé, Aisan fue raptada pero, finalmente, fue devuelta sana y salva a su marido. En Tashkand, entre los años 1472 y 1473, cuando Yunus Khan había emprendido un viaje para comprar cebada a causa de la escasez en Mogolistán, Aisan fue nuevamente raptada, pero fue devuelta de forma honorable a su marido. Aisan compartió las vicisitudes de la notable carrera de su marido durante unos 30 años. Cuando su marido enfermó y quedó paralítico, ella lo cuidó hasta su muerte, en 1487, a la edad de 74 años. Aisan sobrevivió a su marido unos 18 años.

## Regente de Babur
Ella educó a Babur para ser un hombre disciplinado y perseverante. Fue su consejera en su lucha para mantenerse en el trono del Valle de Farghana. En el año 1494, cuando Umar Shaikh Mirza II, Babur era un niño inseguro que contaba con sólo 11 años y pasó a estar bajo la tutela y el cuidado de su madre y su abuela. Babur se encontró indefenso, rodeado de familiares que codiciaban el reino de su padre en Farghana. Desde ese momento Aisan estuvo constantemente al lado de su nieto, guiándolo y ayudándolo a superar las crisis políticas que surgían. En sus manos estaba el poder administrativo real y el control de los asuntos de estado y Babur siempre la tuvo en cuenta a la hora de tomar decisiones de estado.
Hacia finales del año 1494, Babur se enfrentó a una crisis política cuando Hasan-i-Yaqub planeó destronarlo y elevar a su hermano menor, Jihangir Mirza, al trono. Aparte del apoyo de su padre Yaqub, Hasan también contó con el apoyo de algunos nobles descontentos como Muhammad Baqir Beg. No obstante, sus planes fueron descubiertos y los nobles leales a Babur, como Khwaja-i-Qasi, Qasim Quchin y Ali Dost Taghai, se apresuraron a reunirse con Aisan para informarle acerca de estas conspiraciones. Inmediatamente, Aisan tomó medidas contra los conspiradores. Babur fue enviado, con algunas personas de su confianza, a la para sitiar la fortaleza de Hasan-i-Yaqub y apoderarse de él y sus partidarios. Al llegar a la fortaleza, supieron que Hasan se encontraba de viaje. Los hombres de Babur cayeron sobre los seguidores de Hasan y los hicieron cautivos.
Cuando Hasan se enteró de esto, huyó a Samarcanda para pedir ayuda al Sultán Mahmud Mirza. d Mirza pero cambió de opinión después de alcanzar Kand-i-Badam, y decidió realizar un ataque sorpresa a Akshi y convertirlo en una base militar para planear su posterior ataque a Andijan, donde podía esperar la llegada de su aliado, el Sultán Mahmud Mirza. Aisan también fue informada de este plan y, una vez más, tomó las decisiones necesarias para enfrentarse a Hasan. Ella envió a un ejército para negociar con Hasan, pero cuando éste se adelantó a su encuentro fue atravesado por una flecha enviada por uno de sus propios soldados. Por tanto, Babur, se salvó de las conspiraciones de Hasan quien no había llegado a entender la capacidad de gobierno de Aisan, la señora que ostentaba el verdadero poder detrás de Babur.
Entre los años 1497 y 1498, cuando Andijan fue tomada por los familiares de su nieto, ella fue enviada a la seguridad de la ciudad de Khojand y, más tarde, pasó a la protección de la casa de su tercera hija, en la ciudad de Kashghar. Entre los años 1500 y 1501, al ser tomada la ciudad de Samarcanda por Shaibam, ella se quedó residiendo allí mientras que su nieto abandonó la ciudad. Ella se reunió con su nieto un par de meses más tarde con su "familia, equipaje pesado y unos pocos seguidores delgados y hambrientos".

## Vejez y muerte
Aisan continuó guiando y apoyando a su nieto en sus días como trotamundos. Fue quien le transmitió las historias de las proezas militares de Timur y Genghis Khan, y esto le sirvió como una lección preliminar en el arte de la guerra. Sobre su abuela, Aisan Daulat Begum, Babur dijo: "Pocas mujeres hay como ella con igual juicio y consejo; ella era muy sabia y previsora y la mayoría de mis asuntos se realizaron bajo su consejo". La noticia de su muerte le llegó a Babur cuando se encontraba en Kabul, a principios de junio de 1505, mientras estaba realizando los 40 días de luto por la muerte de su madre.